# Giacomo Certani
Giacomo Certani (Bologna, ... – dopo il 1680) è stato un teologo e filosofo italiano.
Noto anche come Jacopo Certani, ovvero Giacomo Cerretani), fu canonico, teologo Collegiato Filosofo, e nell'Università di Bologna pubblico Professore di filosofia morale.

## Biografia
Cittadino Nobile di Bologna, figlio di Giovan Filippo Certani e di Lucia Rivali; fu fratello di Filippo Maria, insieme al quale assunse, nel 1627, l'abito di canonico regolare di San Giovanni in Monte, dove tenne per due volte pubbliche Conclusioni di filosofia e di teologia, arciprete di Monteveglio.
Fu lettore di filosofia a Cesena per tre anni e maestro di teologia a Brescia, Milano e Bologna per 5 anni. Predicò nei principali pulpiti italiani ed in particolare nel 1650 nella Basilica di San Petronio a Bologna.
Il 12 novembre del 1649 si laureò a Bologna, aggregato al Collegio dei Teologi e nominato Lettore Pubblico di Morale nell'Università di Bologna, incarico che mantenne fino al 1675.
Nel 1653 divenne arciprete di Santo Stefano di Sinigallia. Il 17 giugno del 1655 fu nominato canonico di San Petronio e nel 1665 rinunciò, divenendo Arciprete di San Pietro di Anzola e successivamente ottenne anche il canonicato della Pieve di Budrio.
Morì dopo il 1680.

## Opere principali
Pubblicò le seguenti Opere:
- La vita d'Abramo. Venezia 1636 in 4° per il Sarcina; e Bologna 1639 per il Ferrosi; e 1640 per lo stesso in 12.
- L'Apostolo dell'Indie. Vita di S. Francesco Saverio della Compagnia di Gesù. Bologna per Giambattista Ferrosi 1648 in 4°.
- La Verità vendicata, cioè Bologna difesa dalle Calunnie di Francesco Guicciardini. Osservazioni Istoriche dell'Abate Giacomo Certani Canonico Dott. Teologo Colleg. Filosofo, e nell'università di Bologna pubblico Professore di Filosofia morale. In Bologna per gli Eredi del Dozza 1659 in 4°.
- Maria Vergine Coronata. Descrizione, e dichiarazione della divota Solennità fatta in Reggio per Prospero Vedrotti 1675 in fol. Ristampata nel 1974 da Arnaldo Forni.
- La Chiave del Paradiso. Cioè invito alla Penitenza alle Dame, e Cavalieri, e ad ogni altra condizione di Persone. In Bologna per Giacomo Monti 1678 in 4°.
- Il Gerione Politico, Riflessioni profittevoli alla vita civile, alle Repubbliche, e alle Monarchie. In Milano 1680 per il Compagnini in fol.
- Il Mosè dell'Ibernia. Vita del Glorioso S. Patrizio Canonico Regolare Lateranense Apostolo, e Primate dell'Ibernia; descritta dall'Abate D. Giacomo Certani ec. In Bologna nella Stamperia Camerale 1686 in 4°
- L'Isacco ed il Giacobbe. Bologna 1642 per il Monti in 12.
- La Santità Prodigiosa, Vita di S. Brigida Ibernese Canonichessa Regolare di S.Agostino Scritta dall'Ab. D. Giacomo Certani Canonico Regolare Lateranense Dott. Filosofo e Teologo Collegiato ec. 1695 per gli eredi di Antonio Pisarri in 4° e più volte ristampata.
- La Susanna in versi, notata da Lorenzo Legati: nel suo museo Cospiano al fol.117 e la nota ancora Gregorio Leti nell'Italia Regnante parte III lib. II, pag. 118 ove parla di Questo soggetto.